# 莫納海峽

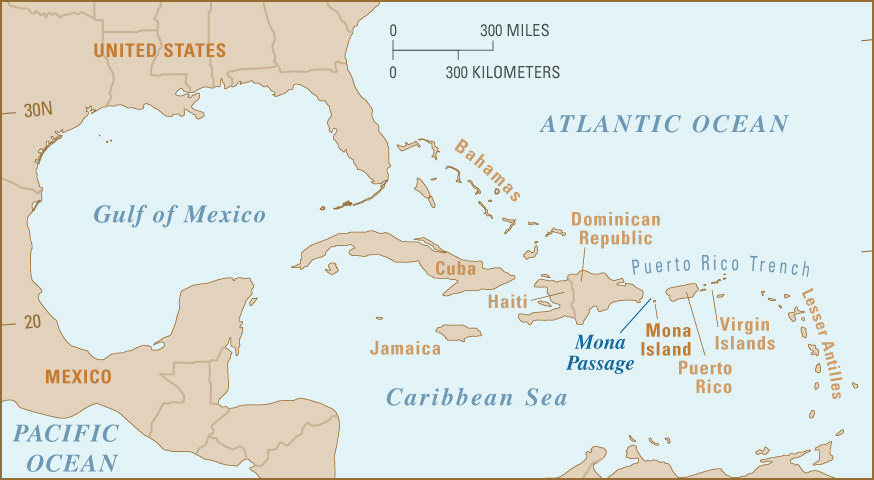

18°30′N 68°0′W / 18.500°N 68.000°W
莫納海峽（英語：Mona Passage）是中美洲的海峽，位於大安地列斯群島區域，連接大西洋和加勒比海，分隔伊斯帕尼奧拉島和波多黎各，寬130公里，是來往大西洋和巴拿馬運河之間的重要航道。